# Tiruvalluvar-Statue (Bengaluru)
Die Tiruvalluvar-Statue ist ein Standbild des tamilischen Dichterheiligen Tiruvalluvar in Bengaluru, der Hauptstadt des indischen Bundesstaates Karnataka. Sie befindet sich in Ulsoor, einem Stadtteil mit einem hohen Bevölkerungsanteil von tamilischen Zuwanderern. Die Tiruvalluvar-Statue war Gegenstand einer lang anhaltenden Kontroverse zwischen Kannada-Nationalisten und Tamilen und sorgte für Spannungen zwischen den Bundesstaaten Karnataka und Tamil Nadu. Nachdem sie bereits 1992 aufgestellt worden war, konnte sie erst 2009 enthüllt werden.
Der Dichter Tiruvalluvar verfasste wahrscheinlich im 5. oder 6. Jahrhundert die belehrende Verssammlung Tirukkural. Das Tirukkural genießt unter den Tamilen enorm hohes Ansehen, sein Verfasser Tiruvalluvar gilt entsprechend als eine Art tamilischer Nationalheiliger. Bedeutende Tiruvalluvar-Denkmäler sind unter anderem die Tiruvalluvar-Statue in Kanyakumari an der Südspitze Indiens und das Valluvar Kottam in Chennai (Madras), der Hauptstadt Tamil Nadus.
Die Tiruvalluvar-Statue von Bengaluru wurde bereits 1992 in Ulsoor aufgestellt, konnte aber zunächst nicht enthüllt werden. Grund waren Proteste von Kannada-Nationalisten, die die Zuwanderung aus Tamil Nadu und anderen Landesteilen nach Bengaluru ablehnen. Zudem sind die Beziehungen zwischen den Bundesstaaten Karnataka und Tamil Nadu unter anderem wegen eines Wasserstreits um den Kaveri-Fluss angespannt. Erst nachdem die Regierung Tamil Nadus die Errichtung einer Statue des Kannada-Dichters Sarvajna in Chennai zugesichert hatte, kam es zu einer Übereinkunft. Am 9. August 2009 enthüllten schließlich M. Karunanidhi und B. S. Yeddyurappa, die Chief Ministers der Bundesstaaten Tamil Nadu und Karnataka, gemeinsam die Tiruvalluvar-Statue in Bengaluru, vier Tage später folgte die Enthüllung der Sarvajna-Statue in Chennai.